# 礼美站
禮美站（：／ Yemi yeok */?）是太白線沿線的一座鐵路車站，位于韓國江原特別自治道旌善郡新東邑石項里，有無窮花號及旌善阿里郎列車停靠。咸白線從此站岔出。

## 車站結構
站體為1面2線的島式月台。

### 月台配置
| ↑ 寧越   |
| 上下 \|  |
| 民東山 ↓ |

| 月台 | 路線   | 車種                               | 目的地              |
| ---- | ------ | ---------------------------------- | ------------------- |
| 上行 | 太白線 | 無窮花號 旌善阿里郎列車（A-train） | 往 堤川、清涼里方向 |
| 下行 | 太白線 | 無窮花號 旌善阿里郎列車（A-train） | 往 太白、東海方向   |

## 历史
- 1957年3月10日：落成使用[1]。

## 相鄰車站
韓國鐵道公社
太白線
石項－禮美－鸟洞信号场
咸白線
禮美－咸白